# 宝峰寺 (长治市)
宝峰寺位于中国山西省长治市屯留区路村乡姬村，2006年被列为第六批全国重点文物保护单位。
宝峰寺始建年代不详，明成化五年（1469年）曾修葺，现存二进，占地2364平方米，建筑面积644平方米，有戏台、水陆殿、五方佛殿和两侧的厢房等建筑，其中五方佛殿为金代遗构，水陆殿为明代建筑。水陆殿面阔五间，进深六椽，单檐歇山顶，斗栱四铺作单下昂。五方佛殿面阔五间，进深六椽，建筑面积198平方米，悬山顶，柱上有阑额和普拍坊，前檐斗栱五铺作双下昂，后尾为五铺作双杪偷心造。后檐斗栱四铺作单杪。殿内减柱造，后槽当心间有金柱二根。梁架结构为四椽栿对后乳栿通檐用三柱。